# Vilém Konštacký
Vilém Konštacký (17. listopadu 1914 Čelechovice na Hané – 23. června 1941 Nieuwe Niedorp) byl český palubní navigátor 311. československé bombardovací perutě.

## Život

### Před druhou světovou válkou
Vilém Konštacký se narodil 17. listopadu 1914 v Čelechovicích na Hané. V roce 1935 nastoupil prezenční vojenskou službu, absolvoval poddůstojnickou školu a kurz pro pozorovatele a v armádě následně zůstal do demobilizace 1. února 1939.

### Druhá světová válka
Po německé okupaci v opustil Vilém Konštacký v 22. ledna 1940 ilegálně Protektorát Čechy a Morava a tzv. jižní cestou odešel do Francie, kam dorazil 11. května 1940. Po pádu Francie v červnu 1940 se evakuoval do Spojeného království. Zde byl přijat do Royal Air Force a po výcviku na palubního navigátora přičleněn k 311. československé bombardovací peruti. Absolvoval třicet operačních letů nad nacistické Německo a okupovanou Evropu. Během posledního byl 23. června 1941 členem posádky stroje Vickers Wellington B Mk.Ic T2990 KX-T, který byl během návratu z náletu na Brémy sestřelen letounem Messerschmitt Bf 110 pilotovaným Egmontem Prinzem zur Lippe-Weißenfeld. Pouze velitel stroje Vilém Bufka se zachránil na padáku a padl do zajetí. Ostatní členové posádky zahynuli po zřícení letadla u holandského Nieuwe Niedorpu.

### Po druhé světové válce
Těla Viléma Konštackého a ostatních zůstala pohřbena v troskách letounu, které se zaryly do zemského povrchu. V roce 1989 byl místo upraveno do podoby válečného hrobu. V roce 2022 byly trosky vyzvednuty a ostatky letců pohřbeny na britském válečném hřbitově v Bergen op Zoom.

## Ocenění

### Vyznamenání
- Československý válečný kříž 1939
- Československá medaile Za chrabrost před nepřítelem
- Pamětní medaile československé armády v zahraničí

### Posmrtná ocenění
- Vilém Konštacký byl v roce 1991 in memoriam povýšen do hodnosti podplukovníka